# Дрізд лісовий
Дрізд лісовий (Hylocichla mustelina) є представником північноамериканських горобцеподібних. Він споріднений з іншими дроздами, такими як дрізд мандрівний, і широко поширений по всій Північній Америці, зимуючи в Центральній Америці та на півдні Мексики. Дрізд лісовий вважається офіційним птахом округу Колумбія.
Дрізд лісовий - середнього розміру дрізд, з рудувато-коричневим верхом і білим низом з контрастними чорними "дроздовими" плямками від боків дзьоба майже до хвоста. Самець і самиця зовні схожі. Пісню самця дрозда лісового часто називають найкрасивішою серед птахів Північної Америки.
Дрізд лісовий є всеїдним, переважно харчується ґрунтовими безхребетними та личинками, але також може їсти фрукти. Влітку він постійно харчується комахами, щоб задовольнити щоденні метаболічні потреби. Дрозди лісові звичайно живуть поодинці, лише іноді утворюючи змішані зграї. Дрізд лісовий захищає гніздову територію розміром від 800 до 28 000 м2 (960 до 33 490 ярд2). Дрізд лісовий моногамний; сезон його розмноження починається навесні; близько 50% всіх створених пар здатні виростити два виводки, в кількості від двох до чотирьох пташенят.

## Таксономія
Єдиний представник роду Hylocichla, дрізд лісовий описаний німецьким натуралістом Йоганом Фрідріхом Ґмеліном у 1789 році. Родова назва - це прямий переклад його загальної назви, що походить від грецьких слів hyle / ύλη «ліс» та cichle / κιχλη «дрізд» або «чикотень». Видовий епітет походить від латинського mustela «ласиця». Він таксономічно близький з іншими типовими американськими дроздами роду Catharus і деякими систематиками зараховується до цього роду. Вважається близьким до видів-далеких мігрантів із цього роду. Ймовірно, дрізд лісовий також досить тісно пов’язаний з великими дроздами роду Turdus, такими як  дрізд мандрівний.
«Дрізд лісовий» (англ. Wood thrush) — назва, надана Міжнародною спілкою орнітологів (IOC)/

## Опис

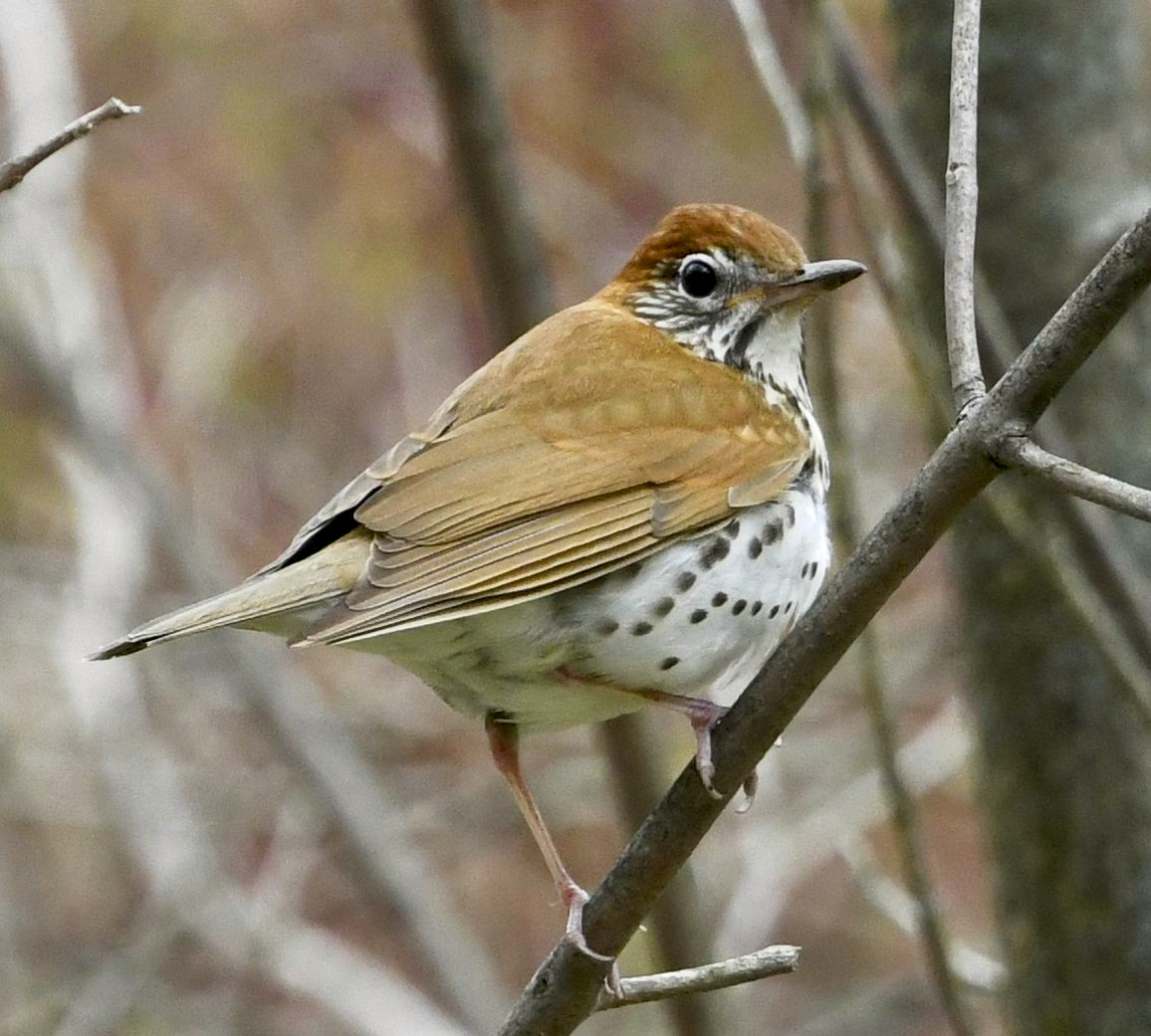
У парку Полковника Семюела Сміта в Торонто

Дорослий дрізд лісовий - від 18 до 21,5 см (7,1 до 8,5 дюйм) довгий, з розмахом крил від 30 до 40 см (12 до 16 дюйм) і масою тіла від 48 до 72 г (1,7 до 2,5 унція). Серед стандартних вимірювань хорда крила становить 9,6 до 11,6 см (3,8 до 4,6 дюйм), рахунок складає від 1,6 до 2 см (0,63 до 0,79 дюйм) і лапка становить 2,8 до 3,3 см (1,1 до 1,3 дюйм). Він суттєво більший за дроздів-короткодзьобів (Catharus), з якими цей вид часто симпатричний, але трохи менший за звичайного дрозда мандрівного. Найдовший відомий термін життя дрозда лісового в дикій природі - 8 років 11 місяців. Маківка, потилиця і верхня частина спини рудувато-коричневі, задні частини крил та хвіст трохи тьмяніші коричневі. Груди та живіт білі з невеликими темно-коричневими до чорного плямами на грудях та боках аж до хвоста. Він має білі очні кільця і рожеві лапки. Інші дрозди коричнюватого кольору мають менш виразні плями на грудях. Молодь зовні схожа на дорослих, але має додаткові плями на спині, шиї та крилах. Самець і самиця схожі за розміром і оперенням.

### Вокалізація
Повідомляється, що у дроздів лісових одна з найгарніших пісеньок серед північноамериканських птахів. Американський натураліст Генрі Девід Торо писав:
Щоразу, як чоловік лиш зачує цю пісню, він молодіє, вся Природа - у своїй весняній порі; скрізь, де вона залунає - це оновлений світ і вільна країна, і Небесні брами не зачинені перед ним.
Хоча самиця не співає, у самця є унікальна пісня, що складається з трьох частин. Першу частину пісні часто не чути, хіба що дуже зблизька, - це від двох до шістьох коротких, низьких нот, подібних на буп, буп, буп. Середня частина - це гучна мелодія, яку можна записати як іі-о-лей, а третя частина - це приглушена, трелеподібна фраза негармонійних пар нот, заспіваних швидко й одночасно.
Самець здатний співати відразу дві різні ноти, що робить його пісню ефірною,дещо схожою на мелодію флейти. Кожен окремий птах співає свою власну пісеньку, що складається з комбінації варіацій трьох частин. Пісні часто повторюються по порядку. Фраза bup, bup, bup також іноді використовується як поклик, який звучить голосніше і з більшою частотою, коли птах стривожений. Дрізд також використовує тут, тут як сигналі тривоги. Нічний заклик до польоту - це наполегливий клич гііг. 

## Поширення та екологія
Ареал розмноження дроздів простягається від Манітоби, Онтаріо та Нової Шотландії на півдні Канади до півночі Флориди і від узбережжя Атлантики до річки Міссурі та східних Великих рівнин. Взимку він мігрує на південь Мексики через Панаму в Центральній Америці, переважно в низинах уздовж узбережжя Атлантичного та Тихого океанів. Як правило, вони прибувають на узбережжя затоки США протягом першого тижня квітня. Осіння міграція зазвичай починається в середині серпня і триває до середини вересня. Птахи мігрують уночі,, знаходячи напрямок за зірками і орієнтуючись за магнітним полем Землі.
Дрізд лісовий у період розмноження віддає перевагу листяним та змішаним лісам. Він полюбляє сформовані та перестійні вологі ліси на підвищеннях із помірно щільним чагарниковим ярусом. Роберт І. Бертін (1977) виявив, що цей дрізд лісовий надає перевагу районам з протічною водою, вологою землею та високим підліском. Оселище проживання, як правило, включає дерева вище 16 м (52 фут), досить відкритий деревний ярус, вологий ґрунт та листяну підстилку, з тим що вологість субстрату важливіша ніж щільність намету або доступ до протічної води. Дрізд лісовий може розмножуватися в оселищах площею лише на 0,4 гектара (0,99 акра), але це підвищує ризик хижацтва та гніздового паразитизму. Діапазон розмноження дроздів лісових розширився на північ, витісняючи в деяких місцях  дрозда-короткодзьоба бурого  та плямистоволого в деяких місцях. Останнім часом, внаслідок дроблення лісів, вони все частіше страждають від паразитування гнізд вашерами буроголовими, а також втрати середовищ проживання у зимовий період.

### Заповідний статус
Дрізд лісовий став символом занепаду популяцій неотропічних співочих птахів на сході Північної Америки, зменшившись приблизно на 50% від 1966 р.. Поряд з багатьма іншими видами, цей дрізд стикається із загрозою як для своїх північноамериканських місць розмноження, так і для місць зимівлі в Центральній Америці. Фрагментація північноамериканських лісів призвела як до збільшення хижацтва гнізд, так і до посилення паразитизму вашерами, значно зменшивши їх репродуктивний успіх. Дослідження Корнельської лабораторії орнітології було першим масштабним аналізом, який пов’язав кислотні дощі зі зниженням чисельності цих дроздів. Тривале знищення первинних лісів у Центральній Америці ліквідувало переважні місця проживання зимуючих дроздів лісових, що змусило птахів вибирати вторинні місця проживання, де рівень їх смертності вищий. Незважаючи на це, дрізд лісовий все ще вважається видом у найменшій загрозі (LC).

### Зальоти
Дрізд лісовий був зафіксований двічі як залітний у Європі, в Ісландії в Квіскері в Ерефі, на сході Скафтафельссісла, Бьорнссон Гальфдан 23 жовтня 1967 р. та на Вінґлетанґ-Даун, Сент-Агнес, острови Сіллі, Англія, 7 жовтня 1987 р.

## Поведінка
Дрізд лісовий в основному самітний, але взимку зрідка утворює змішані з іншими видами зграї. Територія його розмноження коливається від 800 до 8 000 м2 (960 до 9 570 ярд2) за розміром і використовуються для гніздування, збору гніздових матеріалів та пошуку корму. Деякі дрозди лісові також захищають територію живлення взимку. Територіальні взаємодії, як правило, врегульовуються без фізичного контакту, але при високоінтенсивних зустрічах або захисті гнізда спостерігались фізичні взаємодії з застосуванням лапок або дзьоба. Захисна поведінка у відповідь на напад гніздових хижаків включає змахи крилами, помахи хвостом і підняття чуба, іноді переростаючи в пікірування та удари.
Цей вид також був помічений у поведінці, відомій як "мурашіння". Мурашіння проявляється в тому, що птах бере одну мурашку або групу мурашок і натирає їх на пір’ї. Призначення такої поведінки невідоме, але існує думка, що птахи можуть отримувати захисні виділення від мурашок, які, можливо, використовуються для якихось лікувальних цілей, або що це просто доповнює власні олійні виділення птахів.

### Дієта
Ґрунтові безхребетні та личинки становлять більшу частину раціону дроздів, вони також можуть їсти фрукти в кінці літа, восени та наприкінці зими, демонструючи всеїдність. Часом живиться деревоїдними комахами, равликами та дрібними саламандрами. Молодняк годують комахами та деякими фруктами. Після розмноження та перед міграцією дрозди лісові переходять з комах на плоди з високим рівнем ліпідів. Влітку низьке споживання плодів та низькі запаси ліпідів в організмі вимагають від птахів постійного харчування комахами для задоволення метаболічних потреб.
Дрізд лісовий харчується переважно на лісовій підстилці, перевертаючи листя своїм дзьобом, щоб знайти комах. Їх можна побачити, як вони стрибають по листяній підстилці та на напівголій землі під наметом лісу. Плоди ковтають цілими.

### Хижацтво
Яйця та пташенята вразливі до бурундуків, ракунів, блакитних сойок, американських ворон, чорних щурячих змій, вашерів буроголових, ґраклів звичайних, південних летяг, вивірок сірих, ласиць малих, білоногих мишей, домашніх котів, пугачів віргінських, і яструбів неоарктичних. На дорослих дроздів лісових переважно нападають яструби і сови..

### Розмноження

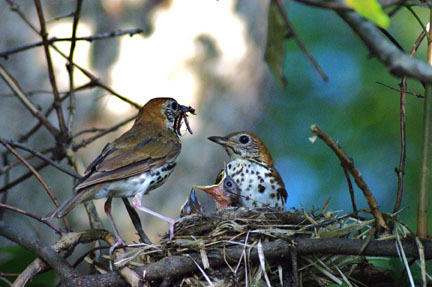
Гніздування в штаті Пенсильванія, США

Дрозди лісові моногамні. Пари для розмноження формуються в середині квітня - на початку травня і зазвичай зберігаються протягом усього періоду розмноження. Більшість дроздів щороку знаходять нових партнерів, і охорона пари та копуляції поза парою у цього виду не спостерігались.
Деякі самці лісових дроздів прилітають до місць розмноження за кілька днів перед найбільш ранніми самицями, тоді як інші самці прибувають одночасно з самицями, створюючи території розміром від 0,08 до 0,8 гектара. Самиця зазвичай виконує мовчазні кругові польоти 1—1,8 м (3,3—5,9 фут) від землі, при цьому самець літає за нею. Шість і більше кіл, як правило, виконуються послідовно. Пари сідають разом і годують одне одного в перервах між колами. Самець починає співати на світанку та в сутінках через кілька днів після прибуття на місце розмноження. На початку сезону розмноження самець співає з високих сідал на найвищих деревах, але в міру того, як сезон прогресує, він співає дещо коротші та менш складні пісні з нижчих сідал. Спів кожного дня починається і є найінтенсивнішим безпосередньо перед сходом сонця. Самець може співати протягом дня, але особливо часто в сутінках. Пісенний сезон зазвичай закінчується до кінця липня.
Як правило, самиця вибирає місце гніздування і будує гніздо. Однак існують певні ознаки того, що самець здатний впливати на вибір місця гніздування, сідаючи поруч і співаючи. Зазвичай, однак, самиця вибирає, приймати чи відхиляти місце гніздування, запропоноване самцем ю Гніздо, як правило, розміщується в гущавині серед гілок на дереві або в чагарнику, що забезпечує схованку і тінь. Зазвичай його роблять із сухих трав, стебел та листя, обліплюють болотом і розміщають у розгалуженні на горизонтальній гілці. Гніздо не використовується повторно. Зазвичай роблять спроби двох розплодів, хоча пара може спорудити від трьох до чотирьох окремих гнізд. У кладці від двох до чотирьох блідо-блакитних яєць, відкладається по одному на день. Яйця інкубуються самкою лише від 11 до 14 днів, в середньому 13 днів. Як у всіх горобцеподібних, пташенята вилуплюються нерозвиненими, переважно голими та незрячими. Самиця висиджує пташенят протягом перших чотирьох днів після вилуплення. Обоє батьків годують пташенят і викидають з гнізда калові мішки. Пташенята злітають на 12–15 день після вилуплення, але батьки продовжують годувати їх, поки вони не стануть незалежними та не покинуть батьківську територію після 21–31 днів.
Молодий дрізд лісовий може стає статенвозрілим і може приступити до розмноження наступного літа. Більшість самок відкладають перші яйця в середині травня, але старші самки можуть почати відкладати раніше. Зазвичай пари намагаються виростити другий розплід не пізніше кінця липня, причому останні з молодняку злітають з гнізда приблизно в середині серпня. Близько половини всіх пар дрозда лісового успішно вирощують два виводки.

## Зовнішні посилання
- - Description [Архівовано 16 квітня 2021 у Wayback Machine.] – USGS Patuxent Bird Identification InfoCenter
  - Species account [Архівовано 21 березня 2009 у Wayback Machine.] – Cornell Lab of Ornithology
  - Шаблон:InternetBirdCollection
  - "Is Acid Rain Killing Off Wood Thrushes?" [Архівовано 24 серпня 2017 у Wayback Machine.] – Nationalgeographic.com
  - Шаблон:IUCN Map